# Мияхара, Доминик Рёдзи
Доминик Рёдзи Мияхара (род. 22 мая 1955, Гото, Япония) — католический прелат, епископ Оиты с 10 мая 2000 по 19 марта 2008 года, епископ Фукуоки с 19 марта 2008 года.

## Биография
Доминик Рёдзи Мияхара родился 22 мая 1955 года в Гото в католической семье. 19 марта 1982 года был рукоположён в священники.
19 мая 2000 года Римский папа Иоанн Павел II назначил Доминика Рёдзи Мияхару епископом Оиты. 1 октября 2000 года состоялось рукоположение Доминика Рёдзи Мияхары в епископы, которое совершил епископ Оиты Пётр Такааки Хираяма в сослужении с архиепископом Нагасаки Франциском Ксавьером Канамэ Симамото и епископом Кагосимы Павлом Синъити Итонага.
19 марта 2008 года Доминик Рёдзи Мияхара был назначен епископом Фукуоки.